# Jožka Karen
Jožka Karen (4. května 1924 Boskovice – 24. října 1999 Brno) byl český hudebník.
Vystudoval Gymnázium v Boskovicích, poté hudební vědy na Filozofické fakultě v Brně. Při studiích v Brně založil Jožka jazzový orchestr – Big-band. Orchestr hrál často v rozhlasu, pořádal koncerty k poslechu, a spolupracoval s Lubomírem Černíkem a Jiřím Štuchalem. Mezníkem ve vývoji bylo vystupování orchestru v Divadle Bratří Mrštíků na Lidické ulici (dnešní Městské divadlo Brno). Zde působili dlouhodobě.
Jeho manželka se jmenovala Milada Božková a pocházela také z Boskovic.